# Resolución 1560 del Consejo de Seguridad de las Naciones Unidas
La resolución 1560 del Consejo de Seguridad de las Naciones Unidas, adoptada por unanimidad el 14 de septiembre de 2004, tras reafirmar todas las resoluciones sobre la situación entre Eritrea y Etiopía, en particular la Resolución 1531 (2004), prorrogó el mandato de la Misión de las Naciones Unidas en Etiopía y Eritrea (MINUEE) hasta el 15 de marzo de 2005.
La resolución fue adoptada en medio del continuo estancamiento en el proceso de paz entre Etiopía y Eritrea.

## Resolución
El Consejo de Seguridad reafirmó su apoyo al proceso de paz entre ambos países y al papel desempeñado por la MINUEE para facilitar la aplicación del Acuerdo de Argel y la decisión de la Comisión de Límites sobre la frontera mutua. Expresó preocupación por el estancamiento del proceso de paz y los retrasos en la demarcación de la frontera mutua. Existía preocupación por el hecho de que la comisión no pudiera llevar a cabo su labor y por la falta de cooperación de Etiopía y Eritrea con las Naciones Unidas a este respecto.
La resolución prorrogó el mandato de la MINUEE con un número reducido de efectivos hasta el 15 de marzo de 2005. Se instó a ambas partes a cumplir sus compromisos en virtud del Acuerdo de Argel y a cooperar con la Comisión de Límites para que ésta pueda cumplir su mandato. Se instó además a las partes a cooperar con la MINUEE y proteger al personal de las Naciones Unidas. El Consejo acogió con satisfacción la decisión de Etiopía de permitir un corredor aéreo directo entre las capitales de Addis Abeba y Asmara para facilitar la labor de la operación y pidió la reapertura de la carretera de Asmara a Barent.
El Consejo reafirmó la importancia del diálogo entre ambos países y la normalización de sus relaciones diplomáticas. Mientras tanto, apoyó los esfuerzos del Enviado Especial Lloyd Axworthy para asegurar la implementación de sus acuerdos. El Secretario General Kofi Annan vigilará de cerca la situación y revisará el mandato de la MINUEE a la luz de cualquier progreso en el proceso de paz.